# آكل العسل المماثل
آكل العسل المماثل (الاسم العلمي: Meliphaga analoga) (بالإنجليزية: Mimic Honeyeater)‏ هو نوع من الطيور يتبع جنس آكل العسل من فصيلة آكلات العسل.